# منتخب إسرائيل لكرة القدم للسيدات
منتخب إسرائيل لكرة القدم للسيدات (بالعبرية: נבחרת ישראל בכדורגל לנשים) هو الممثل الرسمي لدولة إسرائيل في رياضة كرة القدم النسائية، ويشرف عليه اتحاد إسرائيل لكرة القدم الذي تأسس عام 1928.